# Faustynów (gmina Kleszczów)
Faustynów – nieistniejąca obecnie wieś w Polsce położona w województwie łódzkim, w powiecie bełchatowskim, w gminie Kleszczów.
W latach 1975–1998 miejscowość należała administracyjnie do województwa piotrkowskiego.
Obecnie teren byłej wsi jest zajęty przez Kopalnię Węgla Brunatnego Bełchatów.